# Sarnia
Sarnia és un municipi canadenc al comtat de Lambton (Ontario). Sarnia es troba al sud-oest d'Ontario, a la riba del llac Huron. Sarnia també té un port al riu St. Clair. L’any de la constitució de la ciutat és el 1914. El nom "Sarnia" prové del llatí. La paraula que s’utilitza per referir-se a l’illa de Guernsey a les Illes Anglonormandes davant de Normandia a França.

## Demografia
| 2001  | 2006  | 2011  | 2016  |
| ----- | ----- | ----- | ----- |
| 70876 | 71419 | 72366 | 71594 |

## Economia
La ciutat de Sarnia té un centre de refinació de petroli i alguns dels principals productors de productes químics industrials, inclosos Imperial Oil / Esso, Suncor, Amoco, Dow Chemical, Bayer Rubber, Nova Chemicals, Cabot Canada, Shell Canada, Montell Polyolefins, Terra International, Ethyl Corporation. A més, als afores de la ciutat hi ha importants mines de sal.
El túnel de St. Clair es va construir el 1891 per connectar la ciutat de Port Huron amb la ciutat de Sarnia.
A Sarnia, s’han instal·lat més d’un milió de plaques solars cobertes amb cel·les fotovoltaiques a pocs metres sobre el terra, en una superfície de 365 hectàrees. Aquesta planta d'energia solar fotovoltaica, la més gran d'Amèrica del Nord el 2011, té una potència de 80 megawatts i subministra 12.000 llars.

## Personalitats relacionades
- Allà va néixer Carol Wainio (1955-), pintora.
- Susan Clark (1940), actriu.
- Sunny Leone (1981), model de glamur i actriu porno.
- El primer ministre canadenc Alexander Mackenzie (1822–1892), està enterrat a Sarnia.